# San Llorente
San Llorente est une commune de la province de Valladolid dans la communauté autonome de Castille-et-León en Espagne.

## Sites et patrimoine
Les édifices les plus caractéristiques de la commune sont :
- Église paroissiale del Salvador ;
- Église San Pedro ;
- Mairie avec sa tour de l'horloge ;
- Hameau dépeuplé de Jarrubia (es).

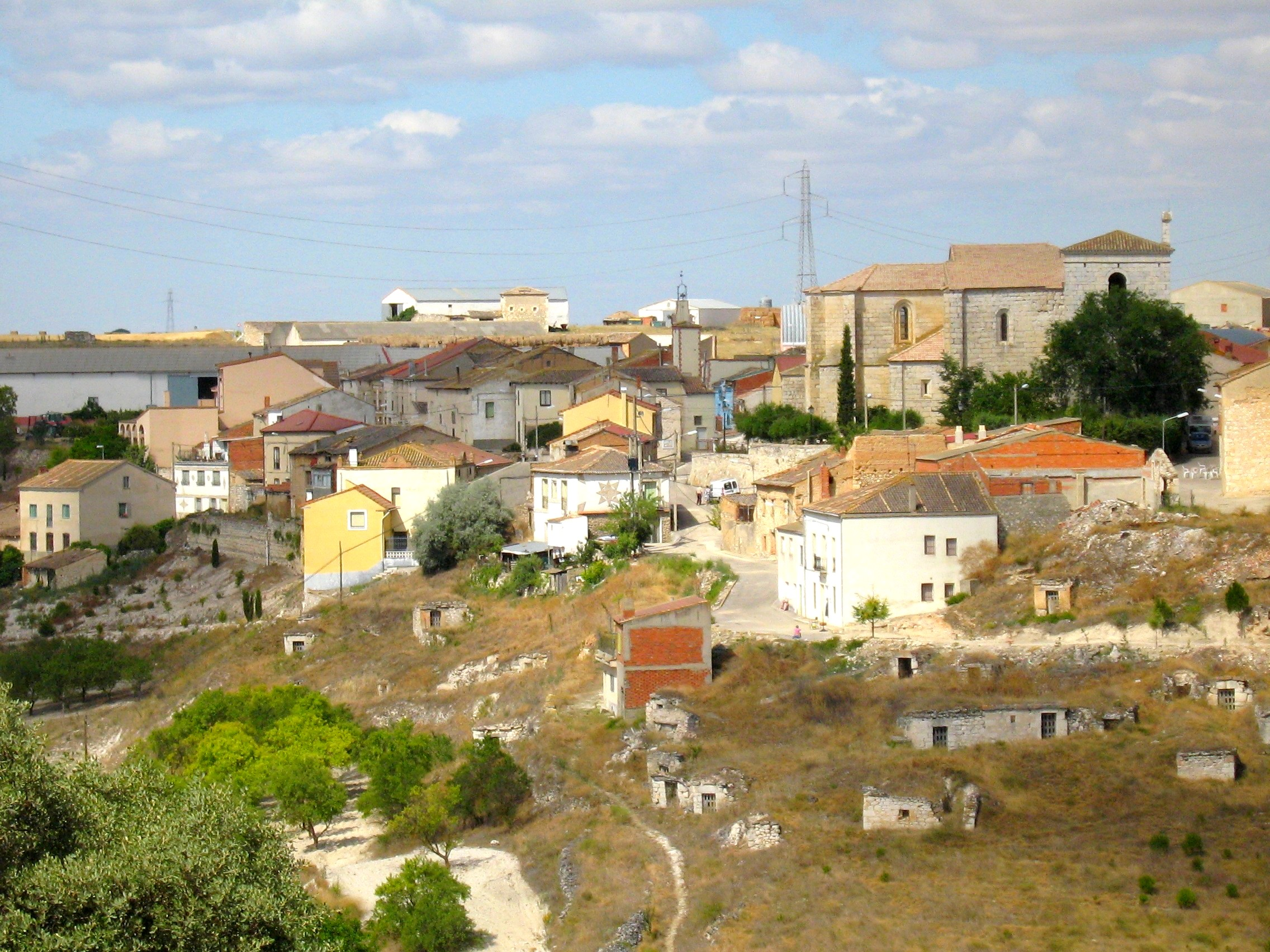
Vue du village et de l'église.
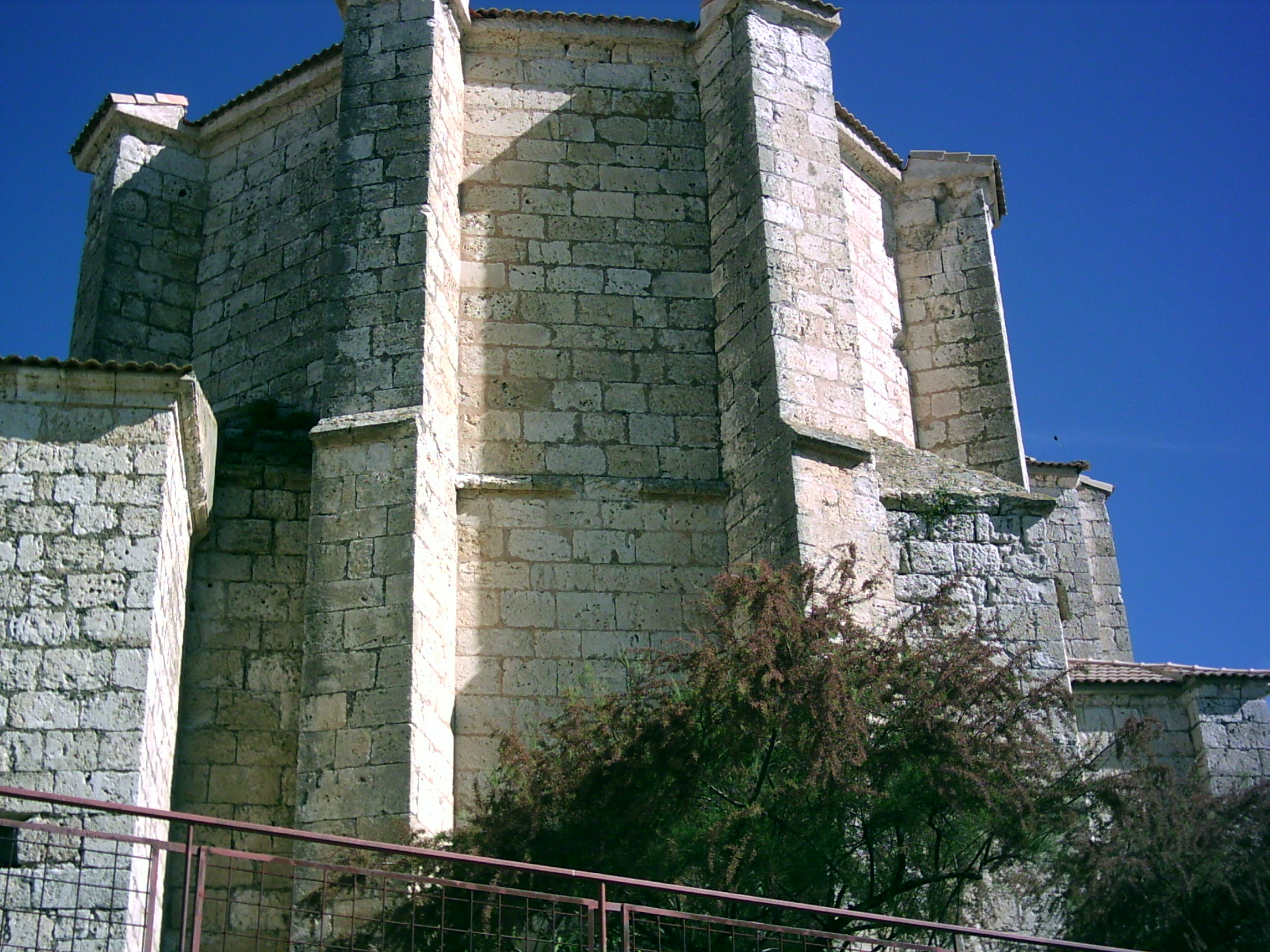
Église del Salvador
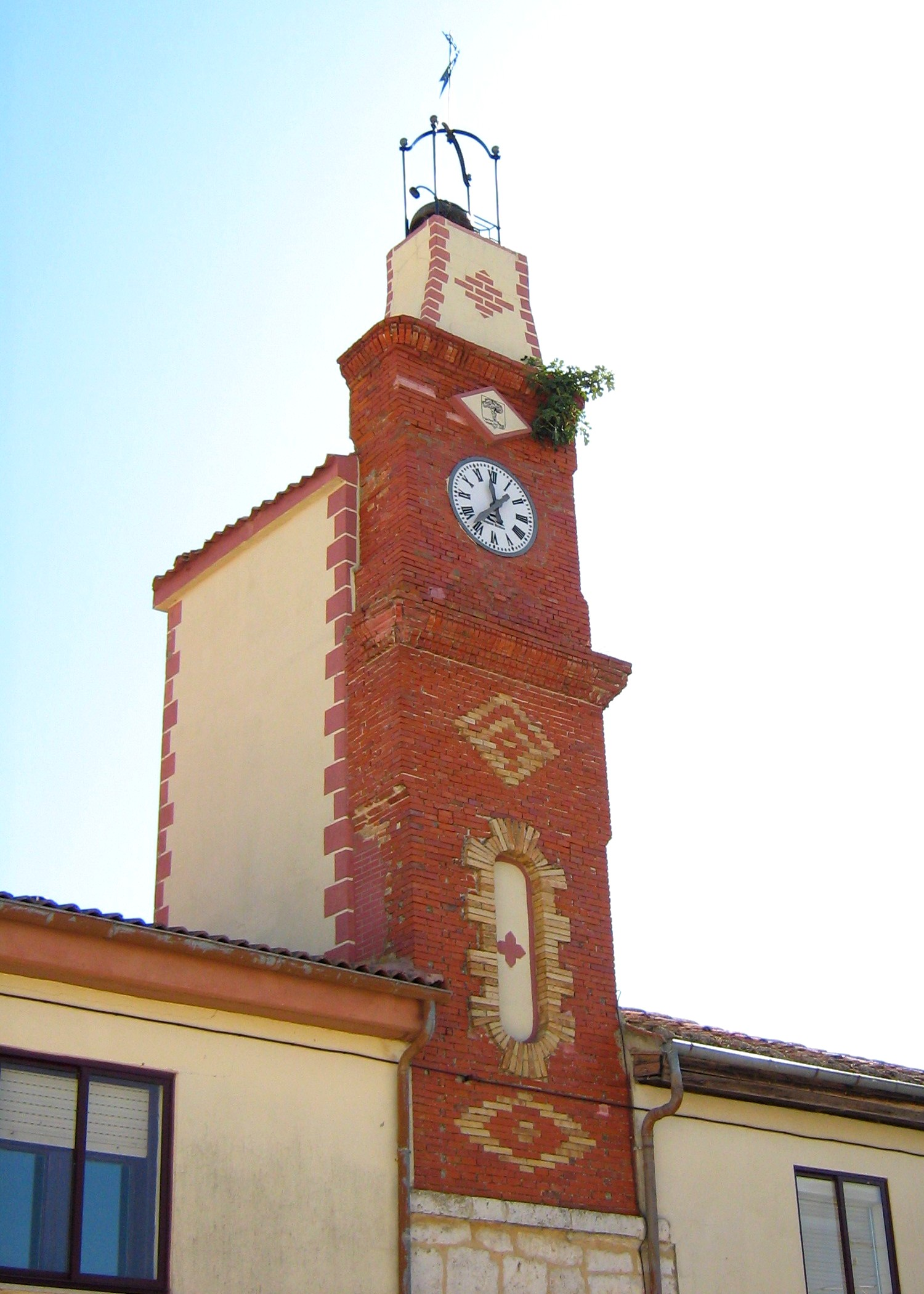
Tour de l'horloge de la mairie.
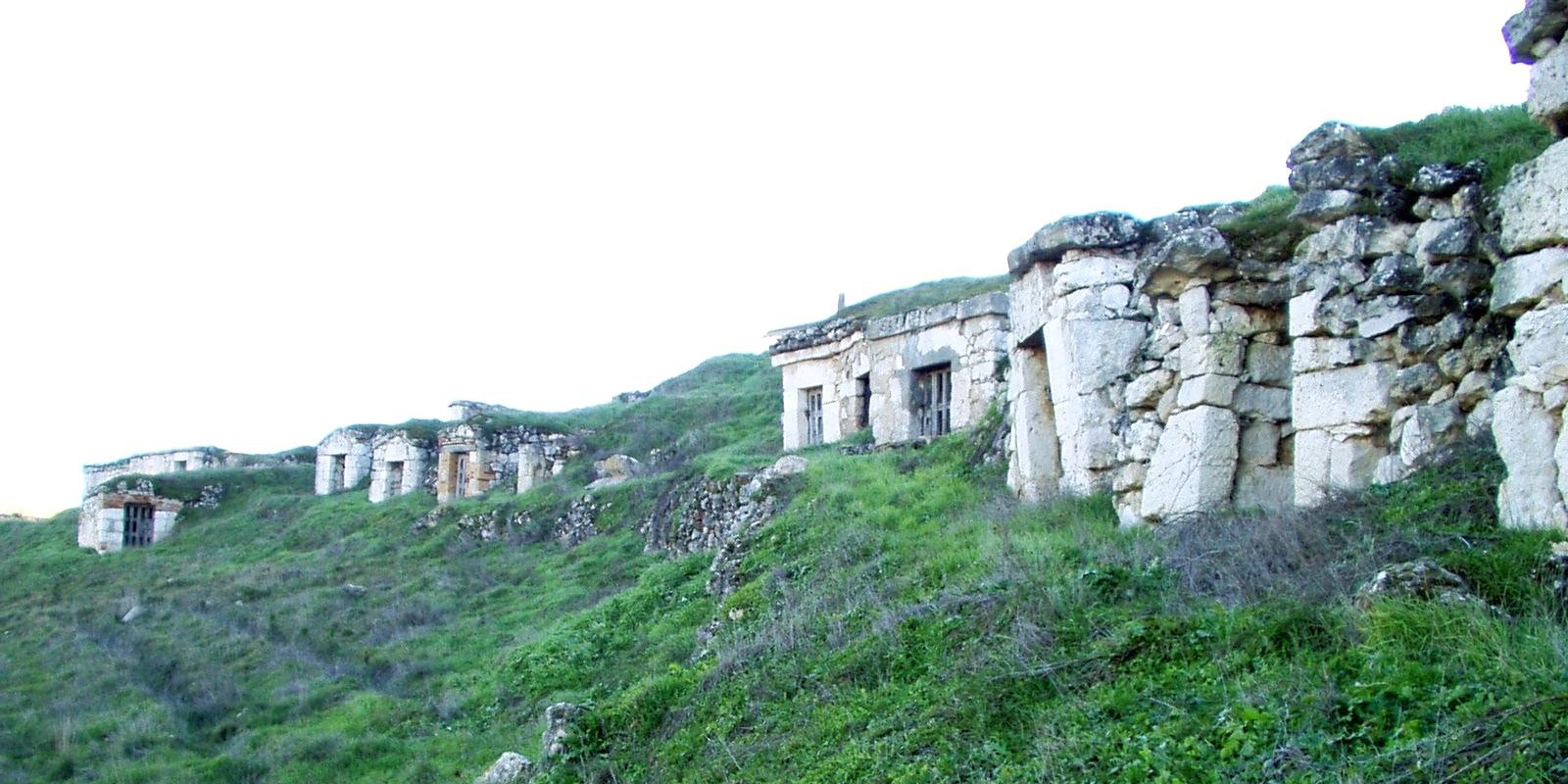
Bodegas abandonnés.